# Radu Gînsari
Radu Gînsari (Chișinău, 10 dicembre 1991) è un calciatore moldavo con cittadinanza rumena, centrocampista del Milsami Orhei.

## Palmarès

### Club

#### Competizioni nazionali
- Campionato moldavo: 3

Sheriff Tiraspol: 2015-2016, 2016-2017
Milsami Orhei: 2024-2025
- Coppa di Moldavia: 3

Zimbru Chișinău: 2013-2014
Sheriff Tiraspol: 2014-2015, 2016-2017
- Coppa d'Israele: 1

Hapoel Haifa: 2017-2018
- Supercoppa di Moldavia: 2

Sheriff Tiraspol: 2015, 2016
- Supercoppa d'Israele: 1

Hapoel Haifa: 2018